# Echipa națională de fotbal a Republicii Nauru
Echipa națională de fotbal a Republicii Nauru este naționala de fotbal a Nauru. Nu este membră FIFA așa că nu poate participa la competițiile internaționale organizate de acest for.